# Saïdia
Saïdia (en arabe : السعيدية, en berbère : ⴰⵊⵔⵓⴷ), surnommée « la perle bleue » est une ville située dans la province de Berkane, dans la région de l'Oriental, au Maroc. La ville est sur le territoire de la tribu rifaine arabe des Beni Mansour, appartenant à la tribu de Triffa. Saïdia est située sur la plaine de Triffa, limitée au sud par la région des Yat Iznassen, à l'est par l'Algérie, à l'ouest par la région des Ikebdanen, et au nord par la Mer méditerranée.
Saïdia constitue un lieu de villégiature idéal pour des milliers de citoyens de l'est du Maroc. Sa côte rectiligne en fait l'une des plages les plus longues du Maroc, caractérisée par son sable fin et doré, et son climat méditerranéen. 
Elle est une destination assez appréciée, au niveau national, proche de trois aéroports : celui de Oujda-Angad à 53 km, dans la province voisine, celui de Nador-Al Aroui, à 67 km et l'aéroport espagnol de Melilla à 75 km.
La ville est située au niveau de la frontière fermée (depuis 1994) entre le Maroc et l'Algérie, à l'ouest de la ville algérienne Marsa Ben M'Hidi, plus connue sous le nom Port-Say.
Le numéro d’immatriculation des véhicules de la ville de Saïdia est 49, comme toute la province de Berkane.

## Géographie

### Situation
Saïdia est située à l'extrême nord-est du Maroc, au bord de la mer Méditerranée, dans la plaine de Triffa. La commune est bordée à l'Ouest par la Moulouya, au Sud par les monts Guern-el-Chems et à l'Est, par l'oued Kiss qui marque la frontière maroco-algérienne.
| Mer Méditerranée  | Mer Méditerranée | Mer Méditerranée            |
| Province de Nador | Saïdia           | Wilaya de Tlemcen (Algérie) |
| Aklim             | Berkane Ahfir    |                             |

### Ressources en eaux et équipement hydro-agricole
Les eaux de surface sont constituées essentiellement des apports de la Moulouya. Les terrains agricoles sont irrigués par l'oued Kiss, oued permanent délimitant la frontière entre le Maroc et l'Algérie.

## Histoire

### Les Oulad Mansour (Confédération des Béni-Snassen)
La tribu Oulad Mansour est la première tribu qui occupa la plaine de Tazegraret (Triffa) à Saïdia.
Les Oulad Mansour étaient d'ascendance arabe. Ils s’étendirent sur le bord de la mer dans la plaine de Tazegraret et ne s’arrêtèrent qu’à la Moulouya. Ils s'implantèrent sur toute la plaine littorale de part et d'autre de l'oued Kiss qui au moment de leur installation n'était pas encore une frontière. De ce fait, lorsqu’en 1845, y fut fixée la limite entre l’Algérie, alors colonie française, et le Maroc, les Oulad Mansour se retrouvèrent à cheval sur les deux pays, trois de leurs douars possédant des terres de culture sur la rive droite du Kiss, en territoire algérien.
Les Oulad Mansour étaient divisés en plusieurs tribus : les Oulad Ramdan, les Oulad Mohammed, les Oulad M’Hammed, les Chachâa, les El Maârif, les Oulad Bou Noua, les Oulad bel Kheïr, les El Araâra, les Es Saâssaâ (tribu des Ben Moumen), les Cherarba, les Beni Moussi.
À la fin du XIXe siècle, les Oulad Mansour possédaient, sur leur territoire, le marché d’El-Heimer, sur la rive gauche du Kiss. Ce marché se tenait le dimanche et le mercredi. Ils allaient également à Cherraa et aux marchés des Kebdana, des Attia et de Lalla Maghnia. Ils ensilaient au village de Kelaa, près d’El-Heimer, en surplomb des gorges du Kiss. 
Les Oulad Mansour étaient placés sous l’autorité du pacha de la casbah de Saïdia.

### La création de la casbah de Saïdia
En 1883, le Sultan décida la construction d'une casbah en forme de carré de 100 mètres de côte environ. Le premier pacha en fut Si Allal ben Mansour el Bokhari, qui, au témoignage de voyageurs français en 1887, y aurait vécu avec seulement deux soldats marocains pour toute garnison. Les Oulad Mansour n'ayant jamais voulu se soumettre à son autorité et depuis son installation, Si Allal aurait été pour ainsi dire prisonnier dans la casbah, ses "administrés" lui interdisant d’en sortir.
Au moment de sa nomination comme pacha de la casbah de Saïdia, Si Allal était Khalifa de l'armée à Oujda. Il abandonna ses fonctions pour occuper ce poste de conﬁance et prendre en même temps le commandement des Oulad Mansour. 
Dans les années 1890 le chef de la tribu de Es Saâssaâ (Ben Moumen) prend le commandement de la tribu des Ouled Mansour et devient le Caïd Aïssa Ould El Hadj Moumen. Il est assassiné en 1904 par un membre de la tribu des Ouled Raho dirigé par le Cheïkh Berraho. Le conflit résulte du fait que les Ouled Mansour soient partisans du Sultan, à la différence des Ouled Raho qui soutenaient le "rogui" alors en révolte contre le sultan. Après le crime les Ouled Raho durent fuir leurs douars par peur de représailles très dures des Ouled Mansour.
À la mort du Caïd Aïssa Ould El Hadj Moumen, son fils Mohamed devient à son tour le chef de la tribu des Ouled Mansour : le Caïd Mohamed Ben Aïssa Ben Moumen, il était alors à la tête de 220 tentes, 300 hommes à pied et 50 cavaliers.

## La station balnéaire Méditerrania Saïdia
La station balnéaire Méditerrania Saïdia a été édifiée dans le cadre du Plan Azur de l'État marocain pour la construction de plusieurs stations balnéaires tout au long du littoral du Royaume. Sa grandeur et sa spécificité étant proche des frontières maroco-algériennes et donnant sur la Méditerranée ont donné à Saïdia un statut de projet locomotive à la région de l'Oriental.
En 2009, Mohammed VI a inauguré la première tranche de la station balnéaire comprenant des résidences, 2 hôtels de catégorie 5 étoiles, une marina comportant plus de 300 anneaux, une Médina comprenant plus de 40 commerces et un parcours de golf 18 trous. La station a cependant  connu des difficultés au démarrage.
En 2023, deux hommes pratiquant le jet-ski, dont un Français, sont tués par des garde-côtes algériens dans les eaux territoriales algériennes,.

## Jumelages et partenariats
- Aulnay-sous-Bois (France)[8]

## Grand centre commercial
Un centre commercial à la Marina et un Marjane de 40 000 m² a été construit en 2009 aux côtés de la medina de Saïdia. Il accueille quelques touristes, particulièrement, en été où l’affluence est assez élevée.[réf. nécessaire]